# Paradrymonia densa
Paradrymonia densa är en tvåhjärtbladig växtart som först beskrevs av Charles Henry Wright, och fick sitt nu gällande namn av Wiehler. Paradrymonia densa ingår i släktet Paradrymonia och familjen Gesneriaceae. Inga underarter finns listade i Catalogue of Life.